# Don Lawrence
Donald Southam Lawrence, né à East Sheen (banlieue de Londres) le 17 novembre 1928 et décédé à Jevington (en) (Sussex de l'Est) le 29 décembre 2003, est un dessinateur anglais de bande dessinée.
Lawrence est connu pour ses séries de science-fiction : L'Empire de Trigan, parue dans les hebdomadaires anglais Ranger (en) et Look and Learn (en), et Storm, publiée pour la première fois par l'hebdomadaire hollandais Eppo.
Son style réaliste et détaillé a inspiré d'autres dessinateurs anglais, comme Brian Bolland, Dave Gibbons et Chris Weston (en).

## Prix et distinctions
- 1994 :  Prix Stripschap pour l'ensemble de son œuvre